# Парадовский, Александр Осипович
Александр Осипович Парадовский (1789—1844) — генерал-майор, участник Наполеоновских войн и подавления Польского восстания 1830—1831 года.

## Биография
Родился в 1789 году, происходил из дворян Волынской губернии; начальное образование получил дома.
Вступил в военную службу юнкером в лейб-гвардии Уланский полк в 1806 г., в рядах которого принял участие в кампании 1807 года против турок. В 1811 году произведён в корнеты с назначением в Мариупольский принца Гессен-Кассельского гусарский полк. В том же году переведён в Новгородский кирасирский полк.
В Отечественную войну 1812 года он находился в сражении при Бородине и других делах. В сражении при Бородине Парадовский был ранен саблей в голову и пикой в бок и в бесчувственном состоянии взят в плен. По выздоровлении он был отправлен французами в числе прочих пленных в Минск, где и был освобождён русскими войсками при бегстве французов из пределов России.
В 1813 году Парадовский находился в Заграничном походе в Пруссию, состоял при генерал-лейтенанте Ланском, отряд которого действовал в пределах Царства Польского и участвовал, между прочим, в делах при Лютцене, Бауцене и других; в том же году переведён в бывший Лифляндский конно-егерский полк, с которым совершил в 1814 году поход во Францию.
В 1818 г. вновь сменил место службы, на этот раз Парадовский был назначен в Волынский уланский полк. В 1822 г. с производством в майоры Парадовский был переведён в Литовский уланский эрц-герцога австрийского полк и затем, в том же году, в лейб-гвардии Гродненский гусарский полк.
В Польскую кампанию 1830 г. Парадовский, находясь в Варшаве, участвовал в составе войск, занимавших Царство Польское в целях действий против польских мятежников и при отступлении русских войск за реку Западный Буг. В кампанию 1831 г. находился в делах при Грохове, Остроленке и других пунктах, состоя в летучих отрядах генерал-майора Герштенцвейга и генерал-майора Штрандмана, и при штурме Варшавы.
В 1832 г., уже в чине полковника, назначен был командиром Жандармского полка, в 1835 г. произведён в генерал-майоры с назначением командиром 2-й бригады 1-й уланской дивизии, а в 1836 г. командиром 1-й бригады 3-й лёгкой кавалерийской дивизии, которой и командовал до своей смерти, последовавшей в 1844 году.
29 ноября 1837 года за беспорочную выслугу 25 лет в офицерских чинах Парадовский был удостоен ордена св. Георгия 4-й степени (№ 5521 по списку Григоровича — Степанова).
Братья Александра Осиповича также несли службу в вооружённых силах Российской империи: Карл Осипович был полковником, Феликс Осипович в 1806 году за отличие в сражении при Шёнграбене был награждён орденом св. Георгия 4-й степени и 14 августа 1813 года в чине полковника был убит в сражении при Кацбахе.